# Fritz Freitag
Fritz Freitag (Allenstein, 28 april 1894 - Graz, 10 mei 1945) was een Duitse officier en generaal SS-Brigadeführer (brigadegeneraal) en Generalmajor in de Waffen-SS en politie tijdens de Tweede Wereldoorlog. Hij voerde het commando over de 14. Waffen-Grenadier-Division der SS (galizische Nr. 1) en de SS-Polizei-Division.

## Biografie
Freitag werd geboren op 28 april 1894 als zoon van een spoorwegbeambte. Na de middelbare school ging hij in het Pruisische leger en nam actief deel aan de Eerste Wereldoorlog. Hij vocht zowel aan het Oostfront als aan het Westfront en raakte viermaal gewond. In 1915 werd hij bevorderd tot luitenant en had hij de leiding over een compagnie. Na de oorlog werd Freitag lid van het Vrijkorps en later van de Schutzpolizei.
Toen de Tweede Wereldoorlog begon was Freitag opgeklommen tot Oberstleutnant (luitenant-kolonel) van de politie. Tijdens de Poolse Veldtocht had hij de leiding over het 3e Politieregiment en was hij stafchef van het 14. Armee (14e Leger).
In september 1940 ging Freitag bij de Waffen-SS en werd toegevoegd aan de staf van Heinrich Himmler en later als commandant van de 1. SS Infanterie Brigade. De brigade was gelegerd aan het Oostfront en was voornamelijk belast met het opruimen van verzetsgroepen en het assisteren van de Einsatzgruppen met hun jacht op de Joden en andere untermenschen. In december 1941 kreeg hij voor het eerst het bevel over een regiment, toen hij werd toegewezen aan het 2. SS Polizei Regiment.
Freitag werd tot SS-Standartenführer bevorderd, nadat hij de leiding had genomen over een Kampfgruppe tijdens gevechten om het industriegebied van Volchov. In februari 1943 nam hij het bevel over de 8. SS-Kavallerie-Division Florian Geyer over van Wilhelm Bittrich, maar werd al na enkele maanden vervangen toen hij langdurig ziek was. Toen hij hersteld was van zijn ziekte kreeg Freitag het bevel over de 2. SS Infanterie Brigade, van april tot augustus 1943. Van augustus tot oktober had hij het bevel over de 4. SS-Polizei-Panzergrenadier-Division en uiteindelijk het bevel over de 14. Waffen-Grenadier-Division der SS (galizische Nr. 1). Hier nam hij op 24 april 1945 ontslag. Fritz Freitag pleegde zelfmoord op 10 mei 1945.

## Carrière
Freitag bekleedde verschillende rangen in zowel de Allgemeine-SS als Waffen-SS. De volgende tabel laat zien dat de bevorderingen niet synchroon liepen.
| Datum                                                                | Pruisische leger                                                 | Politie                           | Allgemeine-SS          | Waffen-SS                              |
| -------------------------------------------------------------------- | ---------------------------------------------------------------- | --------------------------------- | ---------------------- | -------------------------------------- |
| 1 april 1914                                                         | Einjährig-Freiwilliger (vrije vertaling: eenjarige vrijwilliger) | —                                 | —                      | —                                      |
| 6 november 1915 (met Patent van 6 mei 1913)                          | Leutnant der Reserve                                             | —                                 | —                      | —                                      |
| 3 februari 1920                                                      | —                                                                | Polizeileutnant                   | —                      | —                                      |
| 20 juli 1921                                                         | —                                                                | Polizeioberleutnant               | —                      | —                                      |
| 24 december 1923 (met ingang van 1 december 1923)                    | —                                                                | Polizeihauptmann                  | —                      | —                                      |
| 1 juli 1934 (met RDA van 21 juli 1934)                               | —                                                                | Major der Schutzpolizei           | —                      | —                                      |
| 20 april 1939 (met ingang van 1 april 1939 en RDA van 20 april 1939) | —                                                                | Oberstleutnant der Schutzpolizei— | —                      | —                                      |
| 1 september 1940                                                     | —                                                                | —                                 | SS-Mann                | —                                      |
| 1 september 1940                                                     | —                                                                | —                                 | SS-Obersturmbannführer | —                                      |
| 20 april 1942                                                        | —                                                                | —                                 | SS-Standartenführer    | —                                      |
| 20 april 1943                                                        | —                                                                | —                                 | —                      | SS-Standartenführer der Reserve (W-SS) |
| 8 mei 1943 - 6 augustus 1943                                         | —                                                                | Oberst der Schutzpolizei          | —                      | —                                      |
| 6 augustus 1943                                                      | —                                                                | —                                 | SS-Oberführer          | —                                      |
| 20 april 1944 (met RDA van 20 april 1944)                            | —                                                                | —                                 | SS-Brigadeführer       | —                                      |
| 20 april 1944                                                        | —                                                                | Generalmajor der Polizei          | —                      | —                                      |
| 20 april 1944                                                        | —                                                                | —                                 | —                      | Generalmajor der Waffen-SS             |

## Lidmaatschapsnummers
- NSDAP-nr.: 3 052 501[4] (lid geworden 1 mei 1933[4][3][5])
- SS-nr.: 393 266[4] (lid geworden 1 september 1940[4][3][5])

## Decoraties
Selectie:
- Ridderkruis van het IJzeren Kruis op 30 september 1944 als SS-Brigadeführer en Generalmajor in de Waffen-SS en politie en Commandant van de 14. Waffen-Grenadier-Division der SS (galizische Nr. 1), Heeresgruppe Noord-Oekraïne, Oostfront[16][17][18][19][4][9][5]
- Duitse Kruis in goud op 30 april 1943[17][3] als Commandant van het SS-Polizei Schützen Rgt2/SS Polizei Division[4][5]
- Herhalingsgesp bij IJzeren Kruis 1939, 1e Klasse (6 maart 1942[17][4][9][5]) en 2e Klasse (5 februari 1942[17][4][9][5])
- Gewondeninsigne 1939 in goud op 11 augustus 1944[16][11][17][4][9]
- Kruis voor Oorlogsverdienste, 2e Klasse met Zwaarden in 1942[16][11][12]
- Duits Olympisch Ereteken, 2e Klasse[9][12] "Voor bijzondere verdienste bij het organiseren van de spelen" in 1936[11][17][4]
- Ridderkruis in de Huisorde van Hohenzollern met Zwaarden[3][12] op 4 juni 1918[11][4][13]
- Kruis voor Militaire Verdienste (Oostenrijk-Hongarije), 3e Klasse met Oorlogsdecoratie[4] in 1917[11]
- Dienstonderscheiding van de Politie, 1e Klasse[9][12] (25 dienstjaren) in 1938[4] - 1945[17]